# قشلاق رستم (مقاطعة بيله سوار)
قشلاق رستم (بالفارسية: قشلاق رستم) هي منطقة سكنية تقع في إيران في أردبيل. يقدر عدد سكانها بـ 42 نسمة .